# Coup d'Etat
Coup d'Etat es el tercer álbum de estudio de la banda estadounidense de punk y heavy metal Plasmatics, publicado en 1982 por Capitol Records. Es el primer y único disco grabado con el batería T.C. Tolliver, y el último con el guitarrista líder Richie Stotts. A pesar de que Rod Swenson y Dan Hartman grabaron inicialmente las maquetas, el sello decidió que Dieter Dierks lo produjera, debido a su éxito con la banda alemana Scorpions. Cabe señalar que las maquetas grabadas por Hartman y Swenson se publicaron dieciocho años más tarde con el título de Coup de Grace.

## Comentarios de la crítica
El álbum recibió mayoritariamente críticas favorables por parte de la crítica especializada. En una reseña de Los Angeles Times se destacó la voz de Wendy O. Williams: «(...) hace que Ann Wilson y Pat Benatar, las principales cantantes femeninas del rock de la época, suenen como la popular Judy Collins». Además, señaló que lo que hacía Wendy era innovador dentro de una escena de heavy metal dominada por hombres. Cyril Blight de la revista Creem lo calificó como un disco agresivo y que derribaba las barreras tradicionales. También atacó «el sexismo de aquellos que no pueden manejar o incluso se resienten de la idea de que una mujer como Wendy Williams cante rock and roll con ferocidad». El periódico Aberdeen Press comentó que «Wendy estaba haciendo lo que que nadie hacía desde Janis Joplin».
Una de las reseñas negativas las realizó el crítico Robert Christgau. Con su característico toque sarcástico, Christgau indicó que: «Ahora que han llegado a los tempos del heavy metal, podrían durar tanto como Judas Priest, aunque dado que las hordas metaleras exigen chuletas, Wendy O. podría intentar cantar con sus labios inferiores».

## Lista de canciones
| N.º | Título                          | Escritor(es)                               | Duración |  |
| 1.  | «Put Your Love in Me»           | Richie Stotts, Rod Swenson                 | 3:55     |  |
| 2.  | «Stop»                          | Wes Beech, Swenson                         | 4:40     |  |
| 3.  | «Rock 'n' Roll»                 | Stotts, Swenson                            | 4:23     |  |
| 4.  | «Lightning Breaks»              | Beech, Swenson                             | 3:58     |  |
| 5.  | «No Class» (cover de Motörhead) | Eddie Clarke, Lemmy Kilmister, Phil Taylor | 2:36     |  |
| 6.  | «Mistress of Taboo»             | Stotts, Swenson                            | 3:16     |  |
| 7.  | «Country Fairs»                 | Beech, Swenson                             | 3:37     |  |
| 8.  | «Path of Glory»                 | Stotts, Swenson                            | 4:45     |  |
| 9.  | «Just Like on TV»               | Beech, Swenson                             | 3:17     |  |
| 10. | «The Damned»                    | Chris Romanelli, Swenson                   | 4:21     |  |

| Pistas adicionales en la remasterización de 2005 |                                         |                 |          |  |
| N.º                                              | Título                                  | Escritor(es)    | Duración |  |
| 11.                                              | «Uniformed Guards» (pista no terminada) | Stotts, Swenson | 4:07     |  |
| 12.                                              | «Put Your Love in Me» (versión maqueta) | Stotts, Swenson | 4:13     |  |
| 13.                                              | «Stop» (versión maqueta)                | Beech, Swenson  | 4:35     |  |
| 14.                                              | «Coup D'Etat Radio Ad» (pista inédita)  |                 | 1:00     |  |

## Músicos
- Wendy O. Williams: voz
- Richie Stotts: guitarra líder
- Wes Beech: guitarra rítmica y guitarra líder en «Just Like On TV», «No Class» y «Stop»
- Chris Romanelli: bajo y teclados
- T.C. Tolliver: batería